# 小行星11037
小行星11037（11037 Distler）是一颗绕太阳运转的小行星，为主小行星带小行星。该小行星于1989年2月2日发现。

## 轨道参数
小行星11037的轨道半长轴为2.8831001 UA，离心率为0.038。